# Bezzia hainana
Bezzia hainana är en tvåvingeart som beskrevs av Liu, Ge och Liu 1996. Bezzia hainana ingår i släktet Bezzia och familjen svidknott.
Artens utbredningsområde är Hainan (Kina). Inga underarter finns listade i Catalogue of Life.